# The End of Tolerance
The End Of Tolerance jest debiutanckim albumem warszawskiej grupy So I Scream. Płyta powstawała w latach 2004-2006. Została nagrana w warszawskim studiu "Kokszoman", a realizacją zajął się Marek Bereszczyński. Na debiut składa się dziesięć piosenek, które stanowią przekrój przez dotychczasową działalność kapeli. Płyta została wydana 5 marca 2007 przez sam zespół, dystrybucją na terenie Polski zajęła się  wytwórnia płytowa Fonogafika. Wśród gości zaproszonych na płytę usłyszeć można m.in. Olge Barej,(Tomasza "Oriona" Wróblewskiego). Cały album oprawiony jest szatą graficzną, nawiązującą do retro-gangsterskiego klimatu. Debiutancka płyta Warszawskiego kwintetu zebrała pozytywne recenzje zarówno w prasie jak i w internecie.

## Lista utworów
1. One Man's Insurrection
2. Tommy Gun
3. Narcissism
4. Imponderabilia
5. Ersatz
6. Underdog
7. Besotted Children of the Modern World
8. Cheating the Life (F.U.B.A.R.)
9. Love at Last